# Saint-Cassin
Saint-Cassin – miejscowość i gmina we Francji, w regionie Owernia-Rodan-Alpy, w departamencie Sabaudia.
Według danych na rok 1990 gminę zamieszkiwało 625 osób, a gęstość zaludnienia wynosiła 42 osób/km² (wśród 2880 gmin regionu Rodan-Alpy Saint-Cassin plasuje się na 1043. miejscu pod względem liczby ludności, natomiast pod względem powierzchni na miejscu 776.).